# أوتو بلاو
أوتو بلاو (و. 1828 – 1879 م) هو مستشرق، ودبلوماسي ألماني، ولد في نوردهاوزن، توفي في أوديسا، عن عمر يناهز 51 عاماً.

## مناصب
تولى منصب قنصل
.

## التعليم
تعلم في جامعة هاله
.